# Pietro Fontanini
Pietro Fontanini (Udine, 23 settembre 1952) è un politico italiano, sindaco di Udine dal 2018 al 2023.
Esponente di lungo corso nella Lega Nord, è stato consigliere comunale, assessore e sindaco di Campoformido, presidente del Consiglio regionale del Friuli-Venezia Giulia dal 9 luglio al 3 agosto del 1993 e della Regione Autonoma Friuli-Venezia Giulia dal 3 agosto 1993 all'11 gennaio 1994, parlamentare della Repubblica dal 1994 al 2006 prima al Senato della Repubblica e poi alla Camera dei deputati, e infine Presidente della Provincia di Udine dal 14 aprile 2008 al 22 aprile 2018.

## Biografia
Nato a Udine, figlio di Altero, proviene da una famiglia di Basaldella, frazione di Campoformido.
Ha conseguito la laurea alla Facoltà di Sociologia all'Università degli Studi di Trieste, per poi svolgere successivamente la professione di insegnante, essendo anche redattore di Radio Onde Furlane.

### Carriera politica
Dapprima militante in formazioni della sinistra friulanista e nella Federazione dei Verdi, aderisce alla Lega Nord di Umberto Bossi nel 1992, candidandosi alle Elezioni per la Camera del 1992 e poi alle Elezioni regionali in Friuli-Venezia Giulia del 1993, venendo eletto in consiglio regionale del Friuli-Venezia Giulia nella sua VII legislatura, dov'è stato presidente della giunta regionale del Friuli-Venezia Giulia dal 3 agosto del 1993 all'11 gennaio del 1994 e presidente del Consiglio regionale dal 9 luglio del 1993 al 3 agosto dello stesso anno.
È stato eletto senatore nella XII Legislatura, nonché deputato alla Camera nella XIII Legislatura. Ha ricoperto il ruolo di vice-capogruppo e poi vice-capogruppo vicario della Lega Nord alla Camera dei deputati nel 1996.
Ha ricoperto la carica di deputato anche nella XIV legislatura, succedendo a Domenico Pittino nel collegio di Cividale del Friuli. È stato sindaco del comune di Campoformido, dove era consigliere dagli anni Ottanta, per due mandati, dal 22 maggio del 1995 al 16 giugno del 2004. Nello stesso Comune aveva ricoperto il ruolo di assessore alla Cultura nel 1990, quando militava nel partito dei Verdi, avendo precedentemente aderito al Movimento Friuli. Nella sua carriera politica, tra gli altri, ha rivestito i seguenti incarichi parlamentari: presidente del comitato per la legislazione della Camera dei Deputati dal 26 ottobre 2004 al 25 agosto 2005; vicepresidente della 1ª Commissione Affari Costituzionali della Presidenza del Consiglio e Interni dal 21 giugno 2001 al 27 aprile 2006.

#### Provincia e Comune di Udine
Alle elezioni provinciali del 13 aprile 2008 si candida a Presidente della Provincia di Udine, appoggiato della Lega Nord, dal Popolo della Libertà e Unione di Centro, ed è stato eletto al primo turno e riconfermato il 21 aprile 2013 senza dover ricorre al ballottaggio (ottenne infatti il 50,03% al primo turno). Dal luglio 2008 al giugno 2012 è stato anche segretario della Lega Nord Friuli Venezia Giulia.
Nel 2018 si candida come sindaco di Udine a sostegno di una coalizione di centro-destra per le elezioni amministrative, in cui ottiene il 41,49% dei voti al primo turno, accedendo così al ballottaggio del 13 maggio, giorno in cui viene eletto con il 50,37% dei voti, battendo lo sfidante di centro-sinistra Vincenzo Martines.
Nel 2022 si ricandida per un secondo mandato in vista per il rinnovo del consiglio comunale il 2-3 aprile 2023. Affronta il candidato del centro-sinistra Alberto Felice De Toni, ottenendo al primo turno il 46% dei voti. Accede al ballottaggio e organizza un incontro con il candidato Stefano Salmè per spingere quest'ultimo a sosternerlo; tuttavia all'incontro emergono visioni in comune solo dal punto di vista della sicurezza, portando Salmè ad invitare i suoi elettori ad astenersi; questa direttiva provocò la disfatta di Fontanini al ballottaggio, con l'avversario che lo supera con il 52% dei voti; Fontanini viene comunque eletto in consiglio, continuando inoltre a detenere la carica di presidente dell'ente di decentramento regionale.
Dopo la sconfitta, attribuì la colpa all'astensionismo e agli elettori di Salmè, dichiarando la necessità di riformare la legge elettorale comunale.